# Airaphilus calabricus
Airaphilus calabricus es una especie de coleóptero de la familia Silvanidae.

## Distribución geográfica
Habita en Italia.